# アントニン・ヴラニツキー

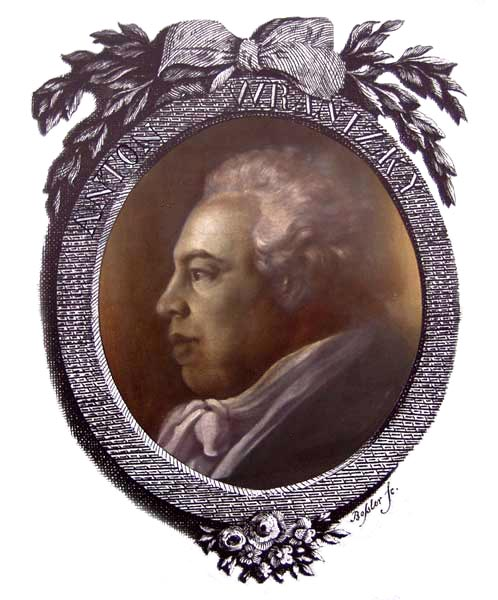
アントニン・ヴラニツキー

アントニン・ヴラニツキー（Antonin Vranický、ドイツ語名はアントン・ヴラニツキー Anton Wranitzky、 1761年6月13日、ノヴァージーシェ - 1820年8月6日、ウィーン）は、18世紀チェコ出身の著名なバイオリニスト、ウィーン古典派の作曲家で、ウィーンで活躍した。やはり作曲家であったパヴェル・ヴラニツキーの弟。兄パヴェルが音楽出版社アンドレに宛てた手紙によれば、モーツァルト、ハイドン、アルブレヒツベルガーに師事している。

## 生涯
1761年、チェコ南部モラヴィア西部ノヴァージーシェの宿屋の息子として生まれた。初め地元ノヴァージーシェの修道院附属学校に通い、1778年から1782年にかけてモラビアの中心地ブルノのイエズス会学院で法学と音楽を学んだ。1783年以降、モーツァルト、ハイドン、アルブレヒツベルガーに師事した。1797年にはベートーベンのパトロンとして有名なロプコヴィッツ侯爵家の楽長（亡くなる1820年まで）、1807年にはウィーン帝室管弦楽団の指揮者、1814年には、アン・デア・ウィーン劇場の楽長など、ウィーンで活躍後、1820年、ウィーンに没している。
息子のフリードリヒ・ヴラニツキーはチェリストとなり、2人の娘アンナ・クラウス・ヴラニツキーとカロリーネ・ザイトラー・ヴラニツキーは著名なオペラ歌手となった。

## 作品
- 弦楽四重奏曲 3曲 Op.1
- 弦楽四重奏曲 3曲 ハ長調、ヘ長調、変ロ長調 Op.2
- 弦楽四重奏曲 3曲 Op.4
- 弦楽四重奏曲 6曲 Op.5
- ヴァイオリンと低音のためのソナタ Op.6
- ヴァイオリン二重奏のための変奏曲 Op.7
- 弦楽五重奏曲 Op.8 （ヴァイオリン、2ヴィオラ、2チェロ、No.2 ト短調、No.3 変ホ長調）
- ヴァイオリン二重奏曲 Op.9
- 弦楽五重奏曲 《大五重奏曲》 Op.10
- ヴァイオリン協奏曲 ハ長調 Op.11
- ヴァイオリン二重奏曲 Op.20
- ヴァイオリンと低音のためのソナタ 2曲 Op.56
- 弦楽六重奏曲 ト長調 Op番号なし （2ヴァイオリン、2ヴィオラ、2チェロ）
- 2つのヴィオラのための協奏曲 ハ長調